# Trygetus jacksoni
Trygetus jacksoni là một loài nhện trong họ Zodariidae.
Loài này thuộc chi Trygetus. Trygetus jacksoni được Yuri M. Marusik & Guseinov miêu tả năm 2003.